# Archigram
Archigram fu un gruppo di avanguardia architettonica formatosi negli anni sessanta del Novecento, con sede presso l'Architectural Association di Londra.
Si possono definire futuristi, anti-eroi e pro-consumismo, traendo ispirazione dalla tecnologia al fine di creare una nuova realtà che è stata espressa unicamente attraverso progetti.

## Storia
I principali membri del gruppo sono stati Peter Cook, Warren Chalk, Ron Herron, Mike Webb e David Greene. Il manifesto Archigram è stato stilato nel 1961 a proclamare le proprie idee. Impegnata a favore di un'alta tecnologia, peso leggero, approccio infra-strutturale che è stato focalizzato verso la tecnologia di sopravvivenza, il gruppo ha sperimentato tutto questo adoperando una tecnologia modulare, la mobilità attraverso l'ambiente, lo spazio e capsule di massa dei consumatori di immagini. Le loro opere offrono una seducente visione di un futuro glamour dell'età delle macchinee, tuttavia le questioni sociali e ambientali sono rimaste immutate.
Archigram agitò il modernismo per evitare di diventare una sterile e sicura ortodossia dai suoi aderenti. A differenza di ephemeralisation di Buckminster Fuller, che vuole fare di più con meno materiale possibile (perché il materiale è finito), Archigram si basa su un futuro di interminabili risorse.
Le opere di Archigram hanno avuto un futuristico slancio sotto l'influenza di Antonio Sant'Elia. Buckminster Fuller e Yona Friedman sono stati anche importanti fonti di ispirazione. Le opere di Archigram sono servite come fonte di ispirazione per architetti come Norman Foster, Steven Holl, Future Systems, Renzo Piano e Richard Rogers, come nell'high-tech Centre Pompidou del 1971.
Il gruppo era finanziato da architetti molto famosi, come David Rock, che nominò la Archigram per la medaglia d'oro della RIBA (Royal Institute of British Architects), che ricevettero nel 2002.

## Progetti

### Plug-in-City
Progettata da Peter Cook nel 1964, la Plug-in-City (città connessa) è una mega struttura senza edifici, una massa compatta di elementi di forma similare (le abitazioni sono a forma di celle o componenti standardizzati). La macchina non solo viene accettata di buon gusto, ma anche acquisita e rielaborata. Anzi, viene innalzata al livello dell'essere umano, che tuttavia preserva una posizione di "superiorità", grazie alla capacità di pensiero, del ragionamento e, soprattutto, dell'"analisi e risoluzione dell'imprevisto".

### The Walking City
Progettata da Ron Herron nel 1964, la cosiddetta città a piedi è costituita da edifici intelligenti o robot in formato gigante, di per sé baccelli contenitori vita, che potrebbe vagare per la città. La forma derivante dalla combinazione di insetti e di macchine è stata un'interpretazione letterale da Le Corbusier, aforisma di una casa come una macchina in cui vivere. I baccelli sono indipendenti, contengono parassiti che potrebbero entrare o uscire in stazioni dove questi occupanti vengono cambiati o dove si ricostituiscono le risorse disponibili. Il cittadino è quindi un nomade non totalmente differente dall'attuale automobile. Il contesto era concepito in un mondo futuro dopo un conflitto nucleare.

### Instant City
Instant City (tradotta città instananea) è una fiera della tecnologia mobile che si sviluppa nei quartieri degradati, nella squallida città volante (come un palloncino) con strutture provvisorie. L'effetto è una deliberata sopra stimolazione per produrre una cultura di massa, con un abbraccio di pubblicità estetica. L'intero sforzo alla fine è destinato a passare lasciando indietro l'aggancio con la tecnologia avanzata.

### Altre attività
Tuned City (Città Radio), in cui le infrastrutture e spazi di Archigram si aggiungono a cittadine già esistenti in cui si lascia la parte già costruita dal precedente sviluppo, piuttosto che una somma del tutto.